# Celijo
Celijo (latinsko Collis Caelius; italijansko Celio, izgovorjava [ˈtʃɛːljo]) je eden izmed znamenitih sedmih rimskih gričev.

## Geografija
Celijo je neke vrste dolg ostrog dolžine približno 2 km, širok od 400 do 500 m in visok 50 m v parku v bližini Klavdijevega templja. grič nad planoto, s katere se dvigajo tudi Eskvilin, Viminal in Kvirinalski grič.
Caeliolus (tudi Caeliculus ali Caelius Minor) ustreza delu griča, morda najbolj zahodnemu, proti dolini, v kateri je Kolosej ali tistemu, ki ga zdaj zaseda Bazilika dei Santi Quattro Coronati.

## Zgodovina

### Arhaično obdobje
Pod vladavino Tula Hostilija je bilo celotno prebivalstvo Albe Longe prisilno preseljeno na grič Celijo. Po izročilu, ki ga je zapisal Tit Livij, je grič dobil ime po etruščanskem ljudskem junaku Caeliuju Vibenni, ker se je bodisi tam naselil ali pa ga je posthumno častil njegov prijatelj Servij Tulij. Drugi avtorji so ime povezali z latinsko besedo caelum, 'nebesa'. Kljub temu je bilo prvotno ime griča najverjetneje Querquetulanus mons zaradi številčnosti hrastov (latinsko: Quercus). Ime nakazuje, da je v predetruščanskem obdobju etnično ime Querquetulani obstajalo kot poimenovanje prvotnih prebivalcev Celija.
Mons Caelius bi bil vključen v obod mesta pod vladavino Anka Marcija. Seznam Septimontium ga omenja in bil je del 1. mestne četrti (Suburana) v diviziji, ki jo je naredil Servij Tulij. V poznejši Avgustovi razdelitvi je postal Regio II Caelimontium.
Znak arhaičnega obdobja ostaja v spominu kultov gozdov in virov, kot je nimfa Egeria v gozdu Camenae, tik pred Porta Capena. Za Numa Pompilija pravijo, da se je še posebej posvečal njenemu svetišču.

### Republikansko obdobje
V republikanski dobi, pa tudi v cesarskem Rimu, je bil Celijo modno stanovanjsko okrožje in kraj prebivališč bogatih. O tem priča Plinija starejšega odlomek iz Naturalis Historia, »Kdo je prvi z marmorjem poveril zidove hiš v Rimu«. Mamurra, vojak, ki je služil pod Julijem Cezarjem v Galiji in ogromno pridobil s korupcijo, je dosegel ta drag podvig na griču Celijo; Horacij in Katul sta se mu posmehovala.
Večina griča je bila zunaj svetega ograjenega prostora Pomerija, zato je bilo častilcem dovoljeno graditi templje tujim božanstvom, kot sta tempelj Minerve Capta ali stari Dianin Sacellum, zunaj Servijevega zidu.
Nekaj grobov, na primer grobnica v Via Celimontana, tik pred Piazza di San Giovanni v Lateranu, sega v ta čas.

### Cesarsko obdobje
Pod Avgustom je bil Celijo eden od 14 oddelkov mesta, imenovan Caelimontium. Območje med Lateranom in Porto Maggiore je bilo vključeno v Regio (Esquiliae), čeprav je fizično del griča.
Na višji strani proti Koloseju je bil postavljen Klavdijev tempelj: bil je posvečen cesarju Klavdiju, ki je bil po smrti poveličan.
Ostanki, najdeni na območju griča, omogočajo obnovo vidne stanovanjske faze v drugi polovici 2. stoletja našega štetja, nekdanje stavbe 1. stoletja pred našim štetjem pa je verjetno uničil požar leta 27 n. št.
Sveti Hieronim trdi, da se je Mark Avrelij rodil na griču Celijo leta 121.
V 4. stoletju so na griču stali bogati domusi, obkroženi z ogromnimi parki, na primer družine Simachi (blizu katere se je dvigala bazilika hilariana) in družine Tetrici ter domus Faustae, ki je morda pripadal ženi Konstantina I. Lastnina družine Annii, Domitia Lucilla Minor (mati Marka Avrelija) in Quintilii je postala del Komodovega Domus Vectiliana.
Na zunaj urbanem območju griča so postavili več vojašnic za čete, nameščene v prestolnici: na mestu Bazilike svetega Štefana v Celiju je bila Castra Peregrina (zgrajena pod Trajanom in večkrat obnovljena v naslednjih stoletjih), blizu velike hiše družine Valeria (domus Valerii). Nasproti je stal sedež V. kohorte Vigilum (stazio cohortis V vigilum) – 'kohorte čuvajev', ki so bili gasilci in policija starodavnega Rima.
Na posesti družine Laterani je družina Septimija Severa med letoma 193 in 197 zgradila castra nova equitum singularium, novo vojašnico za viteški korpus cesarske straže, nasproti nekdanje vojašnice, zgrajene pod Trajanom (castra priora equitum singularium). Ko je Konstantin I. razpustil korpus, je nova bazilika, posvečena Odrešeniku, ki je pozneje postala nadbazilika svetega Janeza Lateranskega, delno zasedla območje Severove vojašnice.
Stavbe griča Celija so bile leta 410 močno poškodovane in opustošene od Alarika; od tega obdobja je bil grič vse bolj zapuščen in zaraščen.

### Srednji vek
V 6. stoletju se je za del II. rimske cerkvene regije, zaradi bližine Lateranske bazilike, pogosto uporabljal toponim Laterano za celoten grič. Vzpon Patriarchiuma, verjetno še v 6. stoletju, je povzročil nastanek različnih tituli (titularnih cerkev - najstarejših krajev krščanskega čaščenja, pogosto znotraj zasebnih hiš) in xenodochia (špitalov - središč za pomoč in sprejem romarjev in bolnih).
Še naprej so se gradile nove cerkve, sprva nadomeščale in nad nekdanjimi tituli, kasneje neodvisno, kot so Bazilika svetih Janeza in Pavla (Basilica dei Santi Giovanni e Paolo al Celio), Bazilika štirih kronanih mučencev (Basilica dei Santi Quattro Coronati), Bazilika svete Marije v Domnici (Basilica Minore di Santa Maria in Domnica alla Navicella), Bazilika sv. Štefana (Basilica di Santo Stefano al Monte Celio), cerkev San Giovanni a Porta Latina, cerkev San Gregorio al Celio, cerkev San Tommaso in Formis, cerkev San Sisto Vecchio.
Na griču so ustanovili tudi samostane, ki so bili pogosto obdani s posestvi in vrtovi, pa tudi nekaj stolpov plemiških družin, predvsem v 10. in 11. stoletju. Z obleganjem leta 1084 je nastalo novo uničenje.
Od 12. stoletja je bil del Regio Montium, ki se je razširil celo na Kvirinalski grič.

### Poznejša zgodovina
Danes je Celijo vključen v istoimenski Rione in nadaljuje s svojim klicem za pomoč, saj gosti Policlinico Militare del Celio, ki sta jo zgradila Salvatore Bianchi in Filippo Laccetti.
George Santayana, ameriški filozof, pisatelj in esejist, je živel v sobi v samostanu angleških modrih sester na griču Celijo od leta 1912 do svoje smrti.

## Spomeniki
- Klavdijev tempelj
- Basilica dei Santi Quattro Coronati
- Clivus Scauri
- Knjižnica papeža Agapeta I.
- Basilica dei Santi Giovanni e Paolo
- Sant'Andrea al Celio
- Cerkev San Gregorio al Celio
- Bazilika Santa Maria v Domnici
- lok Dolabele
- Vila Celimontana
- Obelisk vile Celimontana
- Cerkev San Tommaso v Formisu
- Porta Metronia
- Porta Latina
- Cerkev San Giovanni a Porta Latina
- Oratorij San Giovanni in Oleu
- Grob Scipios
- Bazilika San Sisto Vecchio
- Basilica di Santo Stefano Rotondo al Monte Celio